# Геммелл, Томми
То́мас Ге́ммелл (Джеммелл, англ. Thomas Gemmell; род. 16 октября 1943, Мотеруэлл, Северный Ланаркшир, Шотландия — 2 марта 2017), более известный как То́мми Ге́ммелл (англ. Tommy Gemmell) — шотландский футболист, тренер. Выступал на позиции защитника.
Значительную часть карьеры провёл в «Селтике», с которым выиграл ряд национальных и международных трофеев. Также выступал за «Ноттингем Форест», «Данди» и национальную сборную Шотландии.

## Клубная карьера
Во взрослом футболе дебютировал в 1961 году выступлениями за команду клуба «Селтик», в котором провёл десять сезонов. Большую часть игровой карьеры, проведённой в составе «Селтика», был основным защитником команды. Стал одним из игроков «Селтика», выигравшим финал Кубка европейских чемпионов 1967 года, в котором сам забил один из голов в ворота «Интернационале» (2:1). Он также отличился забитым голом в европейском финале Кубка 1970 года против «Фейеноорда», однако команда всё-таки уступила 1:2. Кроме того, в составе «кельтов» выиграл шесть чемпионатов Шотландии, а также по пять национальных кубков и Кубков лиги. Всего он сыграл 418 матчей за «Селтик» и забил 64 гола, в том числе 247 игр в чемпионате (37 голов), 43 в кубке Шотландии (5 голов), 74 в Кубке лиги (10 голов) и 54 в еврокубках (12 голов). Тем не менее в своей книге «Lion Heart» Геммелл отметил, что во время пребывания в «Селтике» он притеснялся другими игроками клуба. В частности, он заявил, что он и его товарищ по команде Иан Янг были мишенью коллег, которые хотели иметь исключительно католическую команду.
В сезонах 1971/73 защищал цвета клуба «Ноттингем Форест», однако вылетел с командой из элитного английского дивизиона.
Завершил профессиональную игровую карьеру в клубе «Данди», за который выступал в течение 1973—1977 годов и в 1974 году помог клубу выиграть Кубок шотландской лиги, одолев в финале «родной» «Селтик» (1:0).

## Сборная Шотландии
В апреле 1966 года дебютировал в официальных матчах в составе национальной сборной Шотландии в игре против сборной Англии. В течение карьеры в национальной команде, которая длилась шесть лет, провёл 18 матчей, забил один гол.

## Карьера тренера
Начал тренерскую карьеру сразу же по завершении карьеры игрока, в 1977 году, возглавив тренерский штаб клуба «Данди», где проработал три года, но серьёзных достижений не имел.
Вторым и последним местом его тренерской работы был клуб «Альбион Роверс», который он возглавлял как главный тренер в 1986—1987 и 1993—1994 годах.